# Félix Díaz (boxeador)
Félix Manuel Díaz Guzmán (nacido el 10 de diciembre de 1983) es un boxeador profesional de la República Dominicana que ganó el oro olímpico en 2008. Díaz también ganó la medalla de bronce en la misma división en los Juegos Panamericanos de Santo Domingo en 2003. Exaltado inmortal del deporte 2024

## Carreraamateur
Díaz participó en los Juegos Olímpicos de verano del 2004 representando a su país. Sin embargo, fue derrotado en el primer encuentro del evento por el eventual medallista de bronce Serik Yeleuov de Kazajistán.
En los Juegos Panamericanos de 2007, perdió en el último cuarto 12 a 13 frente a Inocente Fiss. Se clasificó para los Juegos Olímpicos del 2008 al derrotar a Myke Carvalho, quedando 8 a 6. 
En Beijing, sin embargo, ganó el oro venciendo al campeón Manus Boonjumnong de Tailandia. Esta fue la segunda medalla de oro olímpica obtenida por la República Dominicana después de la conseguida por Félix Sánchez en 2004, y la segunda medalla ganada en boxeo después de la conseguida por Pedro Julio Nolasco en los Juegos Olímpicos de Los Ángeles en 1984.

### Resultado de los Juegos Olímpicos
2004 (como peso ligero)
- Derrotado por Serik Yeleuov (Kazajistán). Resultado: 28-16.

2008 (como peso superligero)
- Derrotó a Eduard Hambardzumyan (Armenia). Resultado: 11-4.
- Derrotó a John Joe Joyce (Ireland). Resultado: 11-11.
- Derrotó a Morteza Sepahvand (Irán). Resultado: 11-6.
- Derrotó a Alexis Vastine (Francia): Resultado 12-10.
- Derrotó a Manus Boonjumnong (Tailandia). Resultado: 12-4.

### Resultados del Campeonato Mundial Amateur
2007 (como peso superligero)
- Derrotó a Su Hsiao Ken (Chinese Taipéi) RSC 1.
- Derrotado por Masatsugu Kawachi (Japan). Resultado 14-15

## Carrera profesional
Entró al circuito profesional en 2009.